# Östra Broby församling
Östra Broby församling var en församling i Östra Göinge kontrakt i Lunds stift. Församlingen ligger i Östra Göinge kommun i Skåne län och ingick i Östra Broby pastorat. Församlingen uppgick 2014 i Broby-Emmislövs församling.

## Administrativ historik
Församlingen har medeltida ursprung. Före den 1 januari 1886 (ändring enligt beslut den 17 april 1885) var namnet Broby församling. En del av socknen, Hyllinge, tillhörde före 1889 Luggude härad i Malmöhus län och överfördes då till samma härad och län som övriga socknen.
Församlingen utgjorde tidigt ett eget pastorat för att från omkring 1500 till 2014 vara moderförsamling i pastoratet (Östra) Broby och Emmislöv. Församlingen uppgick 2014 i Broby-Emmislövs församling.

## Kyrkor
- Östra Broby kyrka